# Megacervixosaurus
Megacervixosaurus là tên được đặt cho một chi khủng long ăn thực vật chưa được mô tả sống vào thời kỳ Creta muộn.